# Janette Scott
Pour les articles homonymes, voir Scott.
Janette Scott, née le 14 décembre 1938 à Morecambe (Lancashire), est une actrice britannique.

## Biographie
Les parents de Janette, Jimmy Scott et Thora Hird, sont tous deux acteurs. Elle nait le 14 décembre 1938 à Morecambe dans le Lancashire. Elle fait ses débuts au cinéma en tant qu'enfant actrice en 1942 dans Went the Day Well?. Elle a été mariée à trois reprises, notamment entre 1966 et 1977 avec l'acteur, chanteur et musicien Mel Tormé avec qui elle a eu deux enfants.

## Filmographie

### Cinéma
| Année | Titre                                             | Rôle                                     | Notes                |  |
| ----- | ------------------------------------------------- | ---------------------------------------- | -------------------- |  |
| 1942  | Went the Day Well?                                | Petite fille                             |                      |  |
| 1943  | The Lamp Still Burns                              |                                          | non créditée         |  |
| 1944  | Two Thousand Women (en)                           | Mrs. Burtshaw's Daughter on Mother's Lap |                      |  |
| 1944  | The Gay Intruders (en)                            |                                          |                      |  |
| 1949  | Guet-apens                                        | Toby                                     | non créditée         |  |
| 1950  | No Place for Jennifer (en)                        | Jennifer                                 |                      |  |
| 1951  | Le Major galopant (The Galloping Major)           | Susan Hill                               |                      |  |
| 1951  | Le Voyage fantastique (No Highway in the Sky)     | Elspeth Honey                            |                      |  |
| 1951  | The Magic Box                                     | Ethel Friese-Greene                      |                      |  |
| 1953  | Background                                        | Jess Lomax                               | AKA, Edge of Divorce |  |
| 1955  | As Long as They're Happy                          | Gwen Bentley                             |                      |  |
| 1956  | Hélène de Troie (Helen of Troy)                   | Cassandra                                |                      |  |
| 1956  | C'est formidable d'être jeune (Now and Forever)   | Janette Grant                            |                      |  |
| 1957  | The Good Companions                               | Susie Dean                               |                      |  |
| 1958  | Happy Is the Bride (en)                           | Janet Royd                               |                      |  |
| 1959  | The Lady Is a Square (en)                         | Joanna Baring                            |                      |  |
| 1959  | Au fil de l'épée (The Devil's Disciple)           | Judith Anderson                          |                      |  |
| 1960  | L'Académie des coquins (School for Scoundrels)    | April Smith                              |                      |  |
| 1961  | His and Hers (en)                                 | Fran Blake                               |                      |  |
| 1961  | Double Bunk (en)                                  | Peggy                                    |                      |  |
| 1962  | Two and Two Make Six (en)                         | Irene                                    |                      |  |
| 1963  | Le Jour des Triffides (The Day of the Triffids)   | Karen Goodwin                            |                      |  |
| 1963  | Paranoïaque (Paranoiac)                           | Eleanor Ashby                            |                      |  |
| 1963  | Siege of the Saxons                               | Katherine                                |                      |  |
| 1963  | Le Manoir aux fantômes (The Old Dark House)       | Cecily Femm                              |                      |  |
| 1964  | The Beauty Jungle                                 | Shirley Freeman                          |                      |  |
| 1965  | Quand la Terre s'entrouvrira (Crack in the World) | Dr. Maggie Sorenson                      |                      |  |
| 1967  | Bikini Paradise (en)                              | Rachel                                   |                      |  |

### Télévision
| Année | Titre                      | Rôle             | Notes                                              |
| ----- | -------------------------- | ---------------- | -------------------------------------------------- |
| 1954  | The Dashing White Sergeant | Fione Cuningham  | Téléfilm                                           |
| 1957  | Sunday Night Theatre       | Judy             | Episode: "The Girl at the Next Table"              |
| 1958  | Armchair Theatre           | Maeve McHugh     | Episode: "A Man's Woman"                           |
| 1960  | BBC Sunday-Night Play      | Kitty Tape       | Episode: "20th Century Theatre: The Queen Came By" |
| 1965  | Burke's Law                | Jennifer Robbins | Episode: "Password to Death"                       |
| 1997  | Last of the Summer Wine    | Cameo            | Episode: "There Goes the Groom"                    |